# Crkva sv. Martina kod Bobovišća
Crkva sv. Martina nalazi se između Bobovišća i Milne na Braču.

## Opis
Crkva sv. Martina podignuta je na brijegu između Bobovišća i Milne na strateški važnom mjestu koje omogućava pregled akvatorija od Splitskih vrata do Hvara i Visa. Jednobrodna crkva s polukružnom apsidom po proporcijama i oblikovanju pokazuje odlike zrele predromanike. Jednostavno kameno pročelje na vrhu ima zidanu preslicu s trokutastim zabatom iz 14. st. Crkva je presvođena polukružnim svodom bez pojasnica, a zidovi su raščlanjeni širokim plitkim nišama. Nad oltarom je renesansni kameni reljef, rad radionice Nikole Firentinca, s prikazom sv. Martina na konju i prosjaka.

## Zaštita
Pod oznakom Z-4331 zavedena je kao nepokretno kulturno dobro - pojedinačno, pravna statusa zaštićena kulturnog dobra.